# 蜜味桉
蜜味桉（学名：Eucalyptus melliodora），俗稱黃桉樹或黃盒樹（Yellow box tree），为桃金娘科桉属下的一个种。

## 扩展阅读
- 維基物種上的相關：蜜味桉